# Užupis
Užupis er et kvarter på ca. 0,6 km2 i udkanten af den gamle bykerne Senamiestis i Vilnius, Litauens hovedstad. Navnet betyder "på den anden side af floden" (už = bag, upė = flod). Užupis afgrænses på tre sider fra den gamle bykerne af floden Vilnia (litauisk: Vilnelė), der gav navnet til Vilnius. Kvarteret er kendt for sin kunstnerkoloni, "republikken Užupis", som "erklærede sig selvstændig" i 1997.

## Forhistorie
Først i 1500-tallet byggedes de første broer over floden. Bydelen beboedes i årtier overvejende af jøder. En stor del af den oprindelige jødiske befolkning myrdedes i løbet af nazisterne under Holocaust, og den jødiske kirkegård blev nedlagt under sovjetstyret. I den sovjetiske tid byggedes mange industribygninger i kvarteret. Før den litauiske uafhængighedserklæring i 1990 var Užupis et meget forsømt kvarter med problemer, fattigdom, småkriminelle og bordelkvarter i en periode. Mange huse havde hverken strøm eller sanitære faciliteter.

## Kunstnerkoloni
I 1990'erne blev kvarteret et eftertragtet tilholdssted for byens kunstnere og bohemer og udviklede sig til et dyrt boligområde i centrum af Vilnius med "en større koncentration af krøllede hjerner i Užupis end i Vilnius. Det beskrives fra tid til andet som Litauens svar på Christiania, hvilket dog er noget af en tilsnigelse, da folk har købt og betalt for deres ejendom og der ingen narkohandel finder sted ligesom det kreative miljø efterhånden er kraftigt kommercialiseret. Der er talrige kunstgallerier, workshops og cafeer i bydelen.
Af og til sammenlignes Užupis med kunstnerkvarteret Montmartre i Paris. Kunstnerne forsøger at styrke sammenholdet gennem kunst og fester. Ved floden har Užupis sin egen havfrue. Opbyggelsen af fællesskab startede i halvfemserne med rejsningen af et mindesmærke for Frank Zappa i Vilnius, som dog ikke er opstillet i bydelen.

## Užupio Res Publika
Nogle beboere proklamerede 1997 republikken Užupis (litauisk: Užupio Res Publika) ved en kunst happening. "Udbryderrepublikken" har egen forfatning, præsident, regering, valuta og fire flag, et for hver årstid. Užupis' første præsident, Romas Lileikis, er en kendt litauisk filminstruktør og musiker. Užupis' parlament har sæde i cafeen Užupis Kavine, hvor forfatningen blev udfærdiget.
Udenlandske diplomater og litauiske politikere besøger ofte Užupis. Således besøgte Dalai Lama i 2001 republikken.
Užupis har nationaldag den 1. april, hvor uafhængigheden fejres. Der opstilles grænseposter op ved broerne, så alle skal igennem en paskontrol for at komme ind i "republikken Užupis". På dagen er der optog og der afholdes valg til republikken.
Den 4. april 2002 afsløredes Užupio angelas (dansk: Užupis' engel) på torvet på Užupio gatvė, som er blevet et symbol for Užupis. Engelen, der spiller trompet, symboliserer bydelens kunstneriske frihed og fornyelse; Užupis kaldes derfor ofte "Englerepublikken".

### Forfatningen
Užupis' forfatning med sine 41 paragraffer handler især om hvad man må, i stedet for hvad man ikke må, og har gjort "republikken" kendt. Forfatningen er opsat på bronzetavler på en husmur centralt i Užupis. Den fotograferes ofte af turister.

### Dansk oversættelse af forfatningen
| - 1. Alle har ret til at bo ved floden Vilnia, og floden Vilnia har ret til at flyde forbi enhver. - 2. Alle har ret til varmt vand, opvarmning om vinteren og et tækket tag. - 3. Alle har ret til at dø, men det er ikke en pligt. - 4. Alle har ret til at lave fejl. - 5. Alle har ret til individualitet. - 6. Alle har ret til kærlighed. - 7. Alle har ret til ikke at blive elsket, men det er ikke et krav. - 8. Alle har ret til at være fremstående og berømt. - 9. Alle har ret til at slappe af. - 10. Alle har ret til at elske en kat og at sørge for den. - 11. Alle har ret til at kigge efter en hund, indtil en af dem dør. - 12. En hund har ret til at være en hund. | - 13. En kat behøver ikke at elske sin ejer, men den er nødt til at hjælpe i svære tider. - 14. Alle har ret til undertiden være uvidende om deres pligter. - 15. Alle har ret til at tvivle, men det er ingen pligt. - 16. Alle har ret til at være lykkelige. - 17. Alle har ret til at være ulykkelige. - 18. Alle har ret til at være stille - 19. Alle har ret til at være troende. - 20. Ingen har ret til at anvende vold. - 21. Alle har ret til at erkende deres ubetydelighed og deres storhed. - 22. Alle har ret til at gribe ind i evigheden. - 23. Alle har ret til at forstå. - 24. Alle har ret til at ikke forstå noget. - 25. Alle har ret til forskellig nationalitet. - 26. Alle har ret til at fejre eller ikke at fejre deres fødselsdag. | - 27. Alle skal kende deres navn. - 28. Alle kan dele ud af, hvad de har. - 29. Ingen kan dele ud af, det de ikke ejer. - 30. Alle har ret til at have brødre, søstre og forældre. - 31. Alle er i stand til uafhængighed. - 32. Alle er ansvarlige for deres frihed. - 33. Alle har ret til at græde. - 34. Alle har ret til at blive misforstået. - 35. Ingen har ret til at gøre en anden person ansvarlig. - 36. Alle har ret til at være individuelle. - 37. Alle har ret til ikke at have rettigheder. - 38. Alle har ret til ikke at være bange. - 39. Hold humøret oppe! - 40. Slå ikke igen! - 41. Giv ikke op! |

## Billeder fra Užupis
- Užupis' forfatning
- Republikken Užupis' flag og mindetavlen om båndene mellem Montmartre og Užupis
- Užupis' havfrue
- Hus i Užupis